# Jean Bédard
 (mars 2019).
Pour les articles homonymes, voir Bédard.
Œuvres principales
- Marguerite Porète. L’inspiration de Maître Eckhart

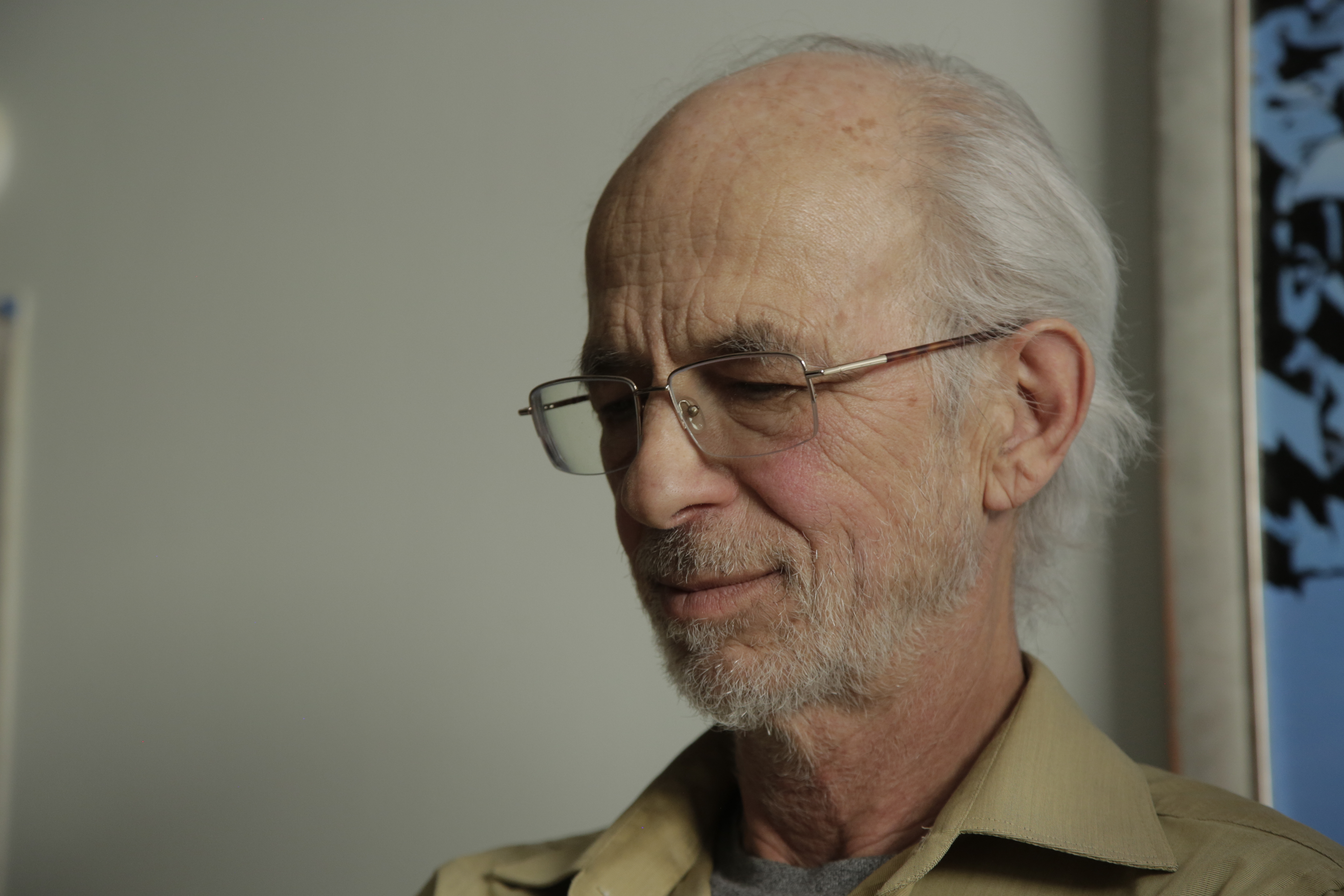
Jean Bédard, lors du tournage du film L'acte de la beauté du réalisateur Nicolas Paquet

Jean Bédard, né à Montréal le 15 septembre 1949, est un essayiste, romancier et philosophe québécois. Fondateur de Sageterre, il est également professeur en travail social à l'Université du Québec à Rimouski. 

## Biographie
Depuis une dizaine d'années, il se consacre  à l'écriture et à Sageterre, un projet de travail agricole communautaire à proximité de Rimouski,,,.

## Œuvre

### Romans
- L’âme déliée, Montréal, Stanké, 1989
- L'œil de Tchicohès: la vision des bienheureux, Rimouski, Éditeq, 1991 (en collaboration avec Lucie Bédard)
- Maître Eckhart, 1260-1328, Paris, Stock, 1998
- La valse des immortels, Montréal, L'Hexagone, 1999
- Nicolas de Cues, Montréal, L'Hexagone, 2001
- Comenius, ou l’art sacré de l'éducation, Paris, Jean-Claude Lattès, 2003
- La femme aux trois déserts, Montréal, VLB, 2005
- Marguerite Porète. L’inspiration de Maître Eckhart, Montréal, VLB, 2012
- Professeurs d'espérance, Montréal, Typo, 2012 (version remaniée et unifiée des romans Maître Eckhart, 1260-1328, Nicolas de Cues et Comenius, ou l’art sacré de l'éducation)
- Le chant de la terre innue, Montréal, VLB, 2014
- Le chant de la terre blanche, Montréal, VLB, 2015
- Sur la route des grandes sagesses, Montréal, Leméac Éditeur

### Essais
- La Relation d'entraide : une relation naturelle, positive et créative, Montréal, Stanké, 1986
- Famille en détresse sociale : repères d'action, Sillery, Anne Sigier, 2002
- Comenius, ou Combattre la pauvreté par l'éducation pour tous, Montréal, Liber, 2005
- Le Pouvoir ou la Vie, Montréal, Fides, 2008
- L'Écologie de la conscience, Montréal, Liber, 2013

## Prix et récompenses
- 1998 : Prix Jovette-Bernier
- 2013 : Prix Ringuet pour Marguerite Porète. L’inspiration de Maître Eckhart[1]